# Nooh Al-Mousa
Nooh Al-Mousa (en árabe: نوح الموسى‎; Al-Hasa, 23 de febrero de 1991) es un futbolista saudita que juega en la demarcación de centrocampista para el Al-Fateh SC de la Liga Profesional Saudí.

## Selección nacional
Hizo su debut con la selección de fútbol de Arabia Saudita el 10 de noviembre de 2017 en un encuentro amistoso contra Portugal que finalizó con un resultado de 3-0 a favor del combinado portugués tras los goles de Manuel Fernandes, Gonçalo Guedes y de João Mário. Además llegó a disputar tres partidos de la Copa de Naciones del Golfo de 2017.

## Clubes
| Club                     | País           | Año         | Partidos | Goles |
| ------------------------ | -------------- | ----------- | -------- | ----- |
| Al-Fateh SC              | Arabia Saudita | 2012 - 2017 | 45       | 3     |
| Real Valladolid (cedido) | España         | 2018        | 0        | 0     |
| Al-Ahli Saudi FC         | Arabia Saudita | 2018 - 2022 | 11       | 1     |
| Al-Fateh SC              | Arabia Saudita | 2022 -      | 11       | 0     |

## Palmarés

### Campeonatos nacionales
| Título                      | Club        | País           | Año  |
| --------------------------- | ----------- | -------------- | ---- |
| Liga Profesional Saudí      | Al-Fateh SC | Arabia Saudita | 2013 |
| Supercopa de Arabia Saudita | Al-Fateh SC | Arabia Saudita | 2013 |